# Целестрина
Брестерниця (словен. Celestrina) — поселення в общині Марибор, Подравський регіон‎, Словенія.